# Bredselet (Piteå socken, Norrbotten)
Bredselet är en sjö i Piteå kommun i Norrbotten och ingår i Åbyälvens huvudavrinningsområde. Bredselet ligger i Åbyälven Natura 2000-område. Sjön avvattnas av vattendraget Åbyälven. Sjöns area är 0,108 kvadratkilometer och den befinner sig 323,4 meter över havet.

## Delavrinningsområde
Bredselet ingår i det delavrinningsområde (727028-170711) som SMHI kallar för Ovan 726552-171104. Medelhöjden är 357 meter över havet och ytan är 35,75 kvadratkilometer. Räknas de 46 avrinningsområdena uppströms in blir den ackumulerade arean 597,25 kvadratkilometer. Avrinningsområdets utflöde Åbyälven mynnar i havet. Avrinningsområdet består mestadels av skog (83 procent) och sankmarker (14 procent). Avrinningsområdet har 0,95 kvadratkilometer vattenytor vilket ger det en sjöprocent på 2,7 procent.